# Hiking

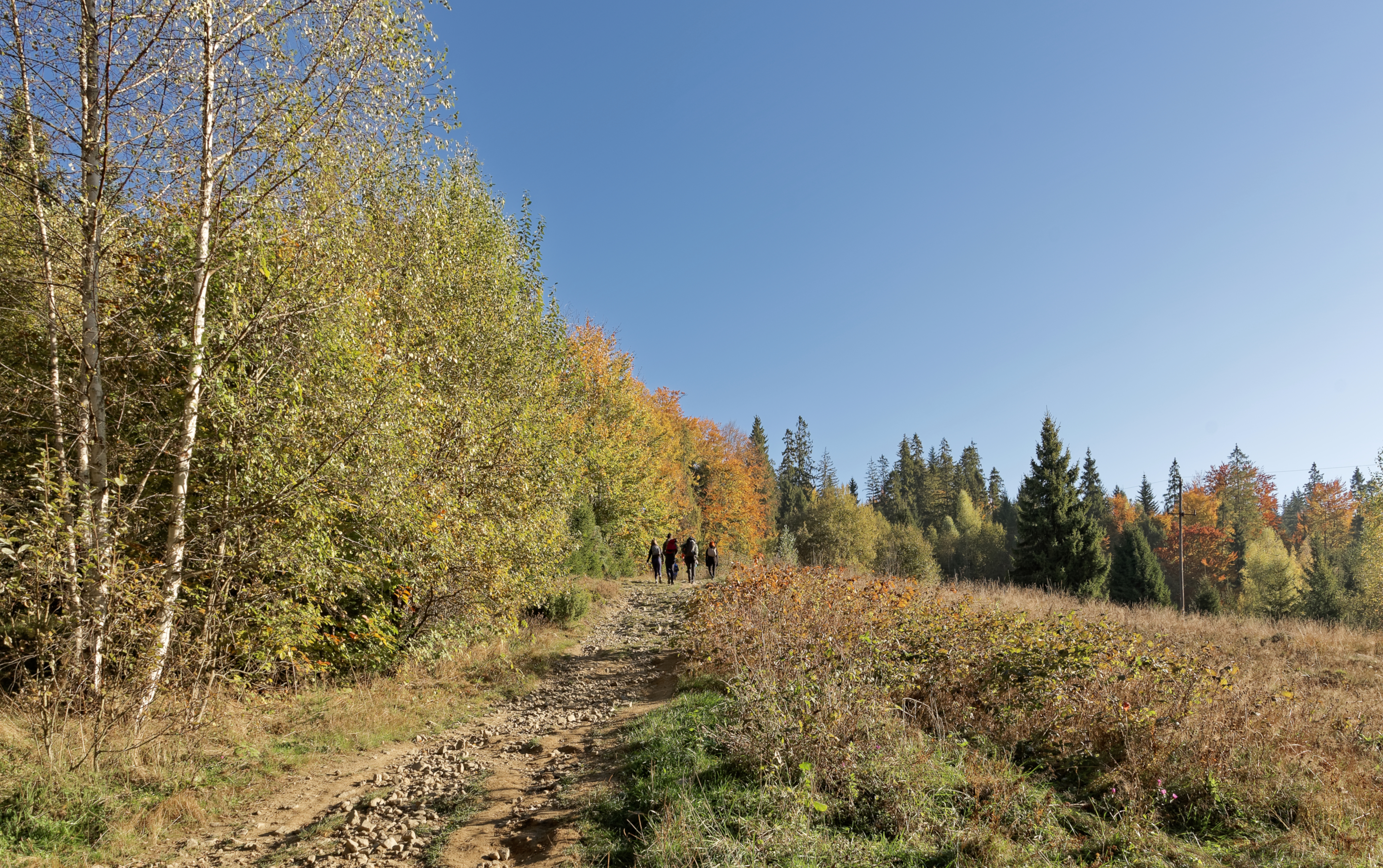
Szlak turystyczny na Turbacz

Hiking – forma aktywności fizycznej polegająca na pieszych wędrówkach po szlakach w naturalnych środowiskach, takich jak lasy, góry, łąki czy tereny wiejskie. Zajęcie to trwa zazwyczaj nie dłużej niż jeden dzień. Słowo „hiking” pochodzi z angielskiego „hike”, co oznacza pieszą wędrówkę. Po raz pierwszy użyto go w 1809 roku, zapisywanego jako „hyke”, co oznaczało „chodzić energicznie”. Początkowo było to słowo dialektyczne używane w sposób obraźliwy w Anglii Wschodniej i Londynie w latach 30. XIX wieku. Zaczęło być powszechnie stosowane na początku XX wieku, kiedy to zaczęło odnosić się do długich spacerów na świeżym powietrzu. Hiking jest aktywnością przeznaczoną dla osób, które cenią kontakt z naturą, poszukują rekreacji oraz aktywności fizycznej. Może obejmować zarówno krótkie spacery, jak i piesze wycieczki czy długodystansowe wędrówki górskie.

## Historia hikingu

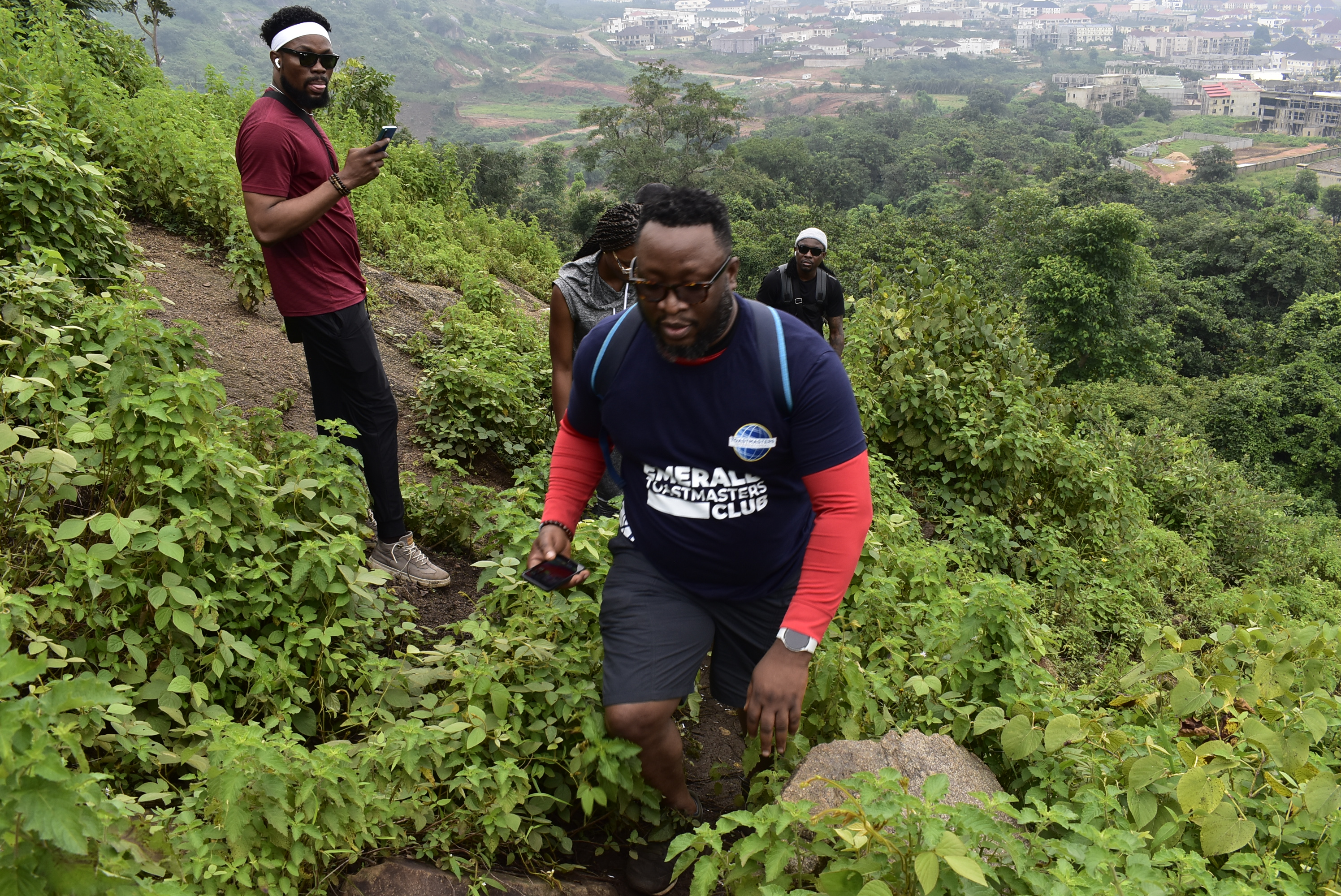
Wędrowcy we Wzgórzach Katampe, Abuja

Jednym z pierwszych udokumentowanych przypadków wspinania się na szczyt dla przyjemności jest wędrówka poety Francesco Petrarki, który 26 kwietnia 1336 roku wspiął się na Mont Ventoux w południowej Francji. Towarzyszyli mu brat i dwóch służących. Szczyt ma wysokość 1912 metrów, co czyni go jednym z najwcześniejszych przykładów hikingu oraz wspinaczki górskiej. W okresie renesansu i oświecenia piesze wędrówki były postrzegane jako okazja do poznawania świata oraz studiowania natury. Wraz z rozwojem turystyki, szczególnie w XIX wieku, hiking zyskał na popularności, zwłaszcza w Europie i Stanach Zjednoczonych. Pojawienie się organizacji, takich jak brytyjski Klub Alpinizmu (1857) czy Niemieckie Towarzystwo Alpejskie (1869), przyczyniło się do rozwoju infrastruktury szlaków turystycznych.

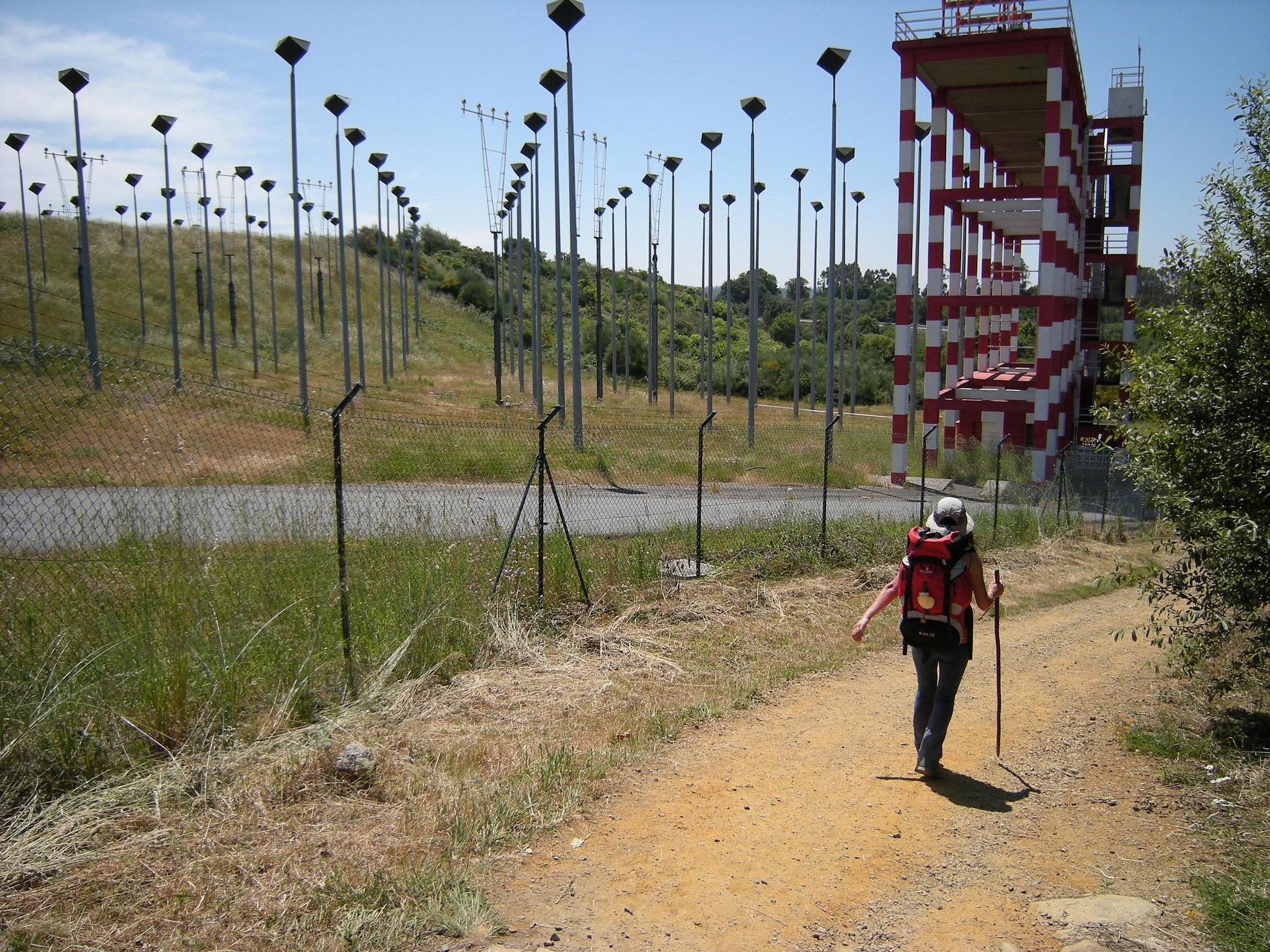
Camino de Santiago

Wiele popularnych szlaków turystycznych, takich jak Camino de Santiago, początkowo były drogami pielgrzymkowymi, które do dzisiaj są przemierzane przez ludzi z różnych powodów.

## Korzyści zdrowotne

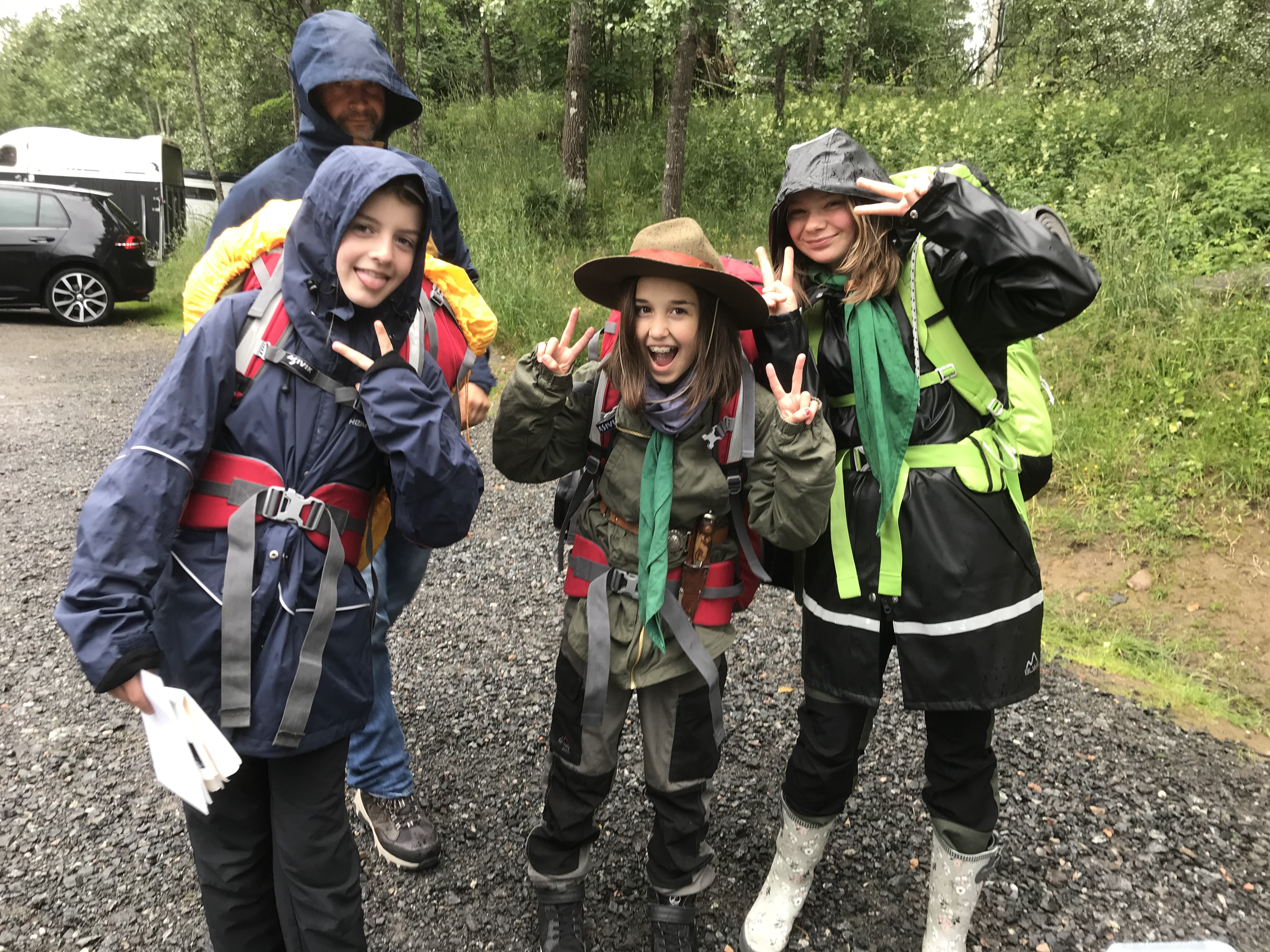
Młodzi norwescy harcerze z 1. plutonu Haugerud w drodze na spędzenie deszczowego weekendu w lesie, czerwiec 2019

Hiking jest formą aktywności fizycznej, która przynosi liczne korzyści zdrowotne. Regularne wędrówki m.in. poprawiają wydolność sercowo-naczyniową oraz wzmacniają mięśnie. Kontakt z naturą redukuje stres, poprawia samopoczucie i pomaga w leczeniu depresji. Spacery na świeżym powietrzu wpływają również korzystnie na zdrowie psychiczne, zwiększając poziom endorfin i poprawiając jakość snu. Ponadto, hiking wspiera rozwój zdolności poznawczych i poprawia koncentrację dzięki przebywaniu w otoczeniu naturalnym.

## Popularne szlaki

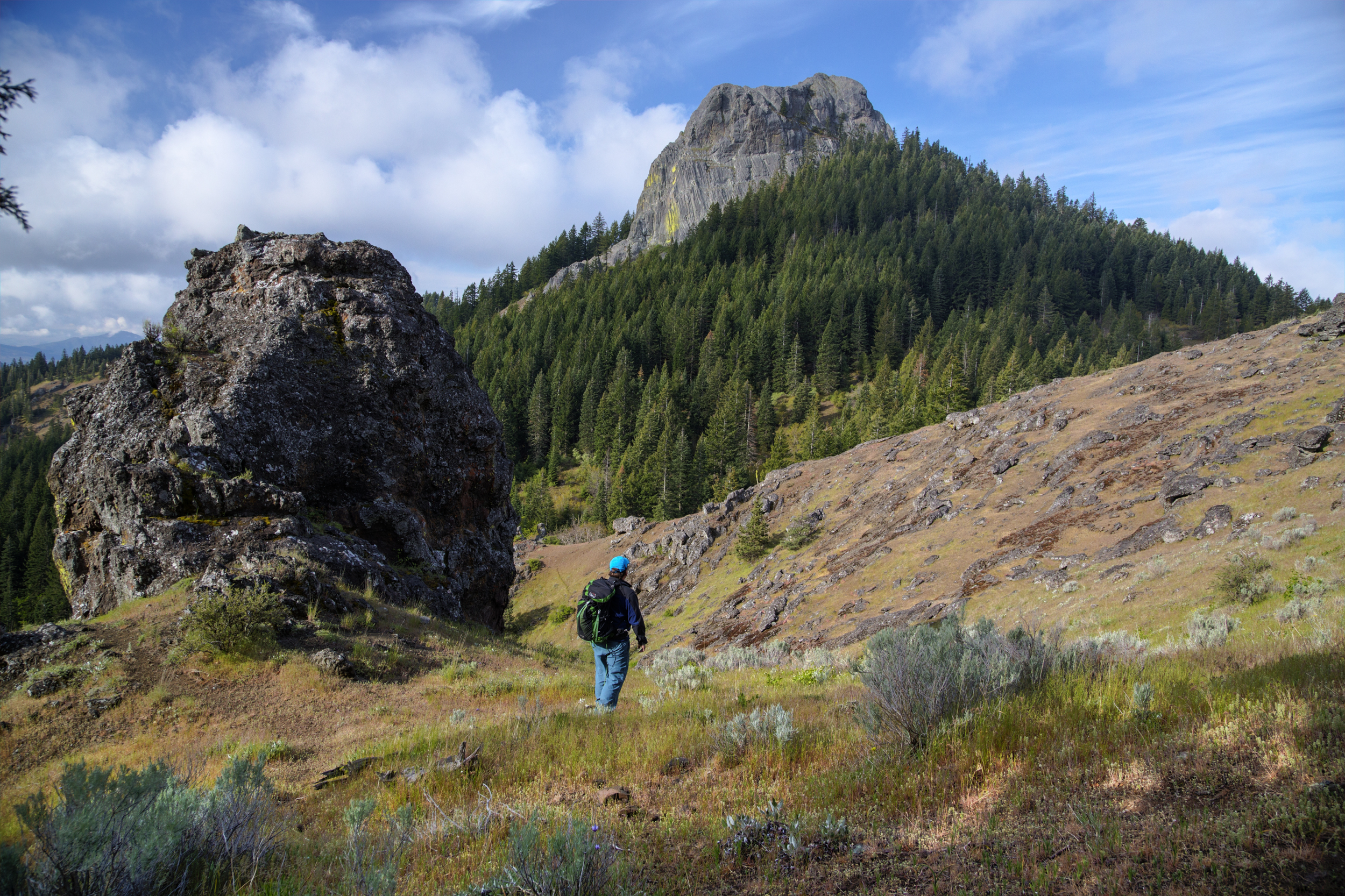
-BLM część corocznego rozpoczęcia szlaku Pacific Crest Trail

Istnieje wiele tras hikingowych, które przyciągają zarówno początkujących, jak i doświadczonych wędrowców. W Europie popularnością cieszy się szlak GR20 na Korsyce, znany z malowniczych widoków i trudnych technicznie odcinków. W Ameryce Północnej znane są m.in. Pacific Crest Trail oraz Appalachian Trail, które stanowią wyzwanie dla najbardziej zaprawionych miłośników pieszych wędrówek.
W Azji uwagę przyciąga Wielki Mur Chiński, którego ukształtowanie oferuje zarówno łatwe, jak i bardziej wymagające odcinki do pokonania pieszo. W Nowej Zelandii Milford Track jest uznawany za jedną z najpiękniejszych tras na świecie, biegnąc przez zapierające dech w piersiach krajobrazy gór, wodospadów i dolin. W Afryce jest oferowany trekking na Kilimandżaro, najwyższą górę kontynentu, gdzie piesze wędrówki łączą się z elementami wysokogórskiej wspinaczki.

## Wyposażenie
Na łatwiejsze, dobrze utrzymane szlaki wystarczą lekkie buty trekkingowe niskie, które zapewniają wygodę oraz wentylację w cieplejszych warunkach. W przypadku trudniejszych tras, jak górskie czy kamieniste, wybiera się buty trekkingowe średniej wysokości, które oferują lepsze wsparcie kostki i stabilność na nierównych nawierzchniach. Na najbardziej wymagające wędrówki, zwłaszcza w trudnym terenie, najlepszym rozwiązaniem są buty trekkingowe wysokie, które zapewniają solidną konstrukcję i dodatkową ochronę kostki.
Oprócz odpowiedniego obuwia, hiking wymaga dobrze dobranego wyposażenia, które zapewni komfort i bezpieczeństwo podczas wędrówek. Jednym z nich jest plecak – powinien on być lekki, ergonomiczny i dostosowany do długości oraz trudności trasy. Ponadto Odzież warstwowa, która pozwala na dostosowanie się do zmiennych warunków pogodowych, latarka czołowa, mapa, kompas oraz zestaw pierwszej pomocy. Na bardziej wymagające trasy polecane są kijki trekkingowe, które pomagają odciążyć stawy podczas chodzenia oraz poprawiają równowagę na nierównym terenie.